# Émile Roger Lombertie
Émile Roger Lombertie, född 20 februari 1951 i Champsac (Haute-Vienne), är en fransk psykiater och politiker.
Han var tidigare medlem av UMP och sedan av Republikanerna, och har varit borgmästare i Limoges sedan 2014.